# Пёль
Пёль (нем. Pöhl) — община в Германии, в земле Саксония. Обладает статусом общины районного подчинения.
Подчиняется земельной дирекции Кемниц. Входит в состав района Фогтланд.  Население составляет 2697 человек (на 31 декабря 2010 года). Занимает площадь 36,59 км².
Коммуна подразделяется на 5 сельских округов.
Территории общины принадлежит Пёльское водохранилище.